# Вид Билановић
Вид Билановић (Мрђевци, 15. јуна 1844 − Свињар, 15. март 1917) био је један од вођа босанскохерцеговачког устанка у Свињару и на планини Мотајици.

## Биографија
Рођен је 1844. од оца Стевана и мајке Јоке. Поред Вида, имали су још синове Давида и Глишу и ћерке Ђују, Деву и Стоју. Видова мајка Јока је умрла 1. фебруара 1845. године. Његов отац поново се оженио 1847. са Симеуном из куће Шестића из Маглајана. Као најмлађи Вид је чувао овце на Кубатовском пољу и около ријеке Љевчанице. Стеван се 15. маја 1866. преселио у Свињар. У марту 1867. године отац је Вида одвео у Бања Луку код свог најстаријег сина Давида да се школује. Међутим, његов брат га није послао ни годину и по дана након Видовог доласка, већ му је Вид помагао у дућану. Вид напушта свог брата 1868. и одлази у Градишку да се распита да ли би га која школа примила. У школу се уписује 3. октобра 1868. Као вриједног и марљивог ученика примјетио га је његов учитељ Петар Љубишић и доводи га својој кући. Ипак већ 17. октобра 1868. Вид напушта школу и договори се са трговцем Николом Цвијићем да почне радити код њега у дућану. Вид је водио дућан и дућанске послове, али радио и кућанске послове. Његов отац Стеван умире 28. септембра 1869. у Мрђевцима. Вид је за свог газду Николу радио до 18. октобра 1871. а потом одлази у Свињар гдје за Петра Мрђу води његов дућан до 1873. Те године Вид се осамостаљује и купује земљиште на којем гради себи кућу и дућан у Свињару. Посао му је добро ишао. Повремене проблеме су му правили Турци са својим зулумом.

### Устанак
Приликом свог одласка у Градишку 17. јула 1875. по робу за дућан, склопио је договор са другим трговцима да буде у приправности да подиже устанак кад буде добио заповијест. Том приликом Вид је себи купио и нову пушку. По доласку у Свињар почео је да окупља људе и да врши припреме за устанак. Писмена заповијест за дизање устанка стигла је од Васе Видовића 1. августа 1875. да се подиже устанак. Вид је обавијестио кнезове и свештенство и 3. августа се састану у Свињару, по ноћи, на раније уговореном мјесту. Поред свештеника Тешана Петковића из Каоца и попа Томе Школника били су присутни и кнезови свих десет села, као као и старјешине сваког дома. Вид је изабран за вођу устанка. По избору Вида за вођу, додијељени су и остали задаци, а присутни свештеници су након молитве заклели све присутне на вјерност. Потом одлазе на Мотајицу и истог дана напали су турску караулу на Ерцеговом столу, присутни Турци су се разбјежали, двојица су заробљена, а караула је запаљена. Потом је нападнута и запаљена турска караула у Свињару. Наредног дана, 5. августа 1875. устаници су се подијелили у двије чете. Једна је кренула према Мартинцу, а друга према Каоцима и Ситнешима да очисте тај крај од Турака. Истог дана отвара се пут преко Саве за Славонију због превоза породица устаника. Постављена је и стража која је чувала прелаз.
Вид је са Николом Кердићем отпутовао 6. августа у Нову Градишку, Славонску Пожегу и Славонски Брод да набави оружје и муницију за устанике. Оружје је плаћао својим новцем. У Свињар се враћа 8. августа и затиче своје имање спаљено и опљачкано. Турци су нападали на устанике, а они су пружали отпор штитећи прелаз својих породица преко Саве. Устаници су били принуђени да се и они повуку преко Саве. Ту им је из Србије лађом стигло оружје. Одавде су наоружани упадали преко Саве и нападали на Турке. Тако је једна јака и наоружана чета од 350 устаника напала на турски логор на Српцу код Свињара 29. септембра 1875. Устаници су извојевали побједу. Поред много плијена заплијењен је и ратни барјак. Наредна три дана устаници пружају јак отпор надирућој турској војсци. Ипак боље опремљени и бројнији Турци успијевају да разбију устаничку војску. До почетка новембра устаници су престали да се боре и све је поново било под турском влашћу.

### Одлазак у Србију
Новембра 1875. Вид одлази лађом у Београд. Чим је стигао у Београд одлази у болницу и лијечи се до 18. јануара 1876. године. Лијечење му је обезбиједила влада кнежевине Србије. По изласку из болнице Влада га шаље на опоравак у гостионицу Јована Жмурка. Вид се пријављује код српског митрополита Михаила, а овај заједно са српским министром Јованом Ристићем припрема састанак Вида са српским кнезом Миланом Обреновићем. Састанак је одржан 30. јануар 1876. године у дворцу код српског кнеза Милана Обреновића.
Састанку присуствовао и Гавро Вучковић Крајишник, уважена личност тога, борац за јединство јужнословенских народа и борац за права Срба у Босни. Читав фебруар те године Вид остаје у Београду чекајући погодно вријеме да се поново врати у Босну и Свињар.

### Повратак у Босну
Вид је кренуо лађом назад у Босну 1. марта 1876. године. У Свињар је стигао 2. марта. Одмах је добио писмо од Главног одбора да се јави у Штивицу у Славонији гдје се налазио Главни одбор, руководеће тијело устанка у Босни. Чим је стигао у Штивицу, одмах је био ухапшен од стране аустријских оружника и притворен у школи која је служила као затвор. Сљедећег дана, 3. марта похватани су и затворени и остали прваци устанка са мотајичког подручја и то: 1. Божо Љубојевић, 2. Шпиро Станковић, 3. Петар Петровић, 4. Васо Савић и 5. Ристо Зита. Аустријанци их 4. марта одводе у Нову Градишку. Тамо су затворени у затвор. Сутрадан су сви саслушани од стране окружника Перегрина Млинарића. По примитку брзојава из Беча и уз велике гаранције пуштени су кући под условом да не смију више бунити у Босни нити подржавати устанак. Вратио се поново кући у Свињар. Из Саве је извадио 650 потопљених пушака које је непријатељ покушао да уништи. Тога љета је очистио све пушке и у јулу организује повратак устаника из Славоније на мотајичко подручје и то под руководством Симе Стефановића. Вид постаје прибавитељ оружја и управитељ свију послова везаних за устанак.
Превео је 313 устаника у Босну који су били добро наоружани. У Милосавцима су наишли на турске десетаре и у борби их уништили. Том приликом погинуо је Саво Милић, познати трговац из Бања Луке. Одатле устаници одлазе у шуму Гумјеру и налазе досељенике из Галиције који су себи правили цркву. Вођа устанка Симо Стевановић и комесар устаничке чете Занфо Босанчић у договору са Видом одлучују да ове досељенике пребаце преко Саве у Славонију. Зато је био задужен Вид који је имао шифре и лозинке за прелазак преко Саве. Вид је то урадио и по повратку је донио ново оружје и са њиме се у Босну вратио Стефан Миољчић са још 10 устаника.
Послије овога Вид обилази устаничко подручје и то: Мотајицу, Раковац, Гумјеру, Деветину, Црни врх, Скатавицу, Дубраву, Рељево брдо, Узломац, Старчевицу па све до Влашића. Десет дана се задржао у Осмачи и Тисовцу како би записао шта српски народ ради и како живи. Увидио је да се са народом лоше поступа. Одмах послије тога одлази у Славонију. Тамо је презимио.

### Други одлазак у Србију
Трећа ратна устаничка година није доносила ништа добро устаницима на мотајичком подручју. Аустријске власти су строго забрањивале устаничке активности на територији Царевине. Почели су прве вође кажњавати, хапсити и убијати. Политика према устаницима се почела мијењати. Није више било никакве подршке устанку у Босни. Вид јe одлучио да се склони испред опасности које су му угрожавале живот. Поново одлази у Србију како би се спасио. У Београд долази 1. маја 1877. и одлази у Митрополију. У периоду од 5 дана, колико је био у Митрополији, обавијестио је српске власти о стању у Босни. Потом одлази у Крагујевац и борави код пекара Ристе Тешића, свог најбољег пријатеља. Свакодневно кроз дневну штампу прати шта се збива у Босни. Код свог пријатеља Ристе Тешића остаје скоро годину дана. У међувремену се разболио од реуматизма. По одобрењу српске владе стиже 16. маја 1878. у Аранђеловац у државну бању на опоравак и то бесплатно.
Када је Вид оздравио од реуматизма, враћа се у Београд. Стигао је 18. септембра 1878. године и одмах се пријављује српским властима. Београдске власти га задржавају да преко зиме борави у Београду. Један од разлога зашто је задржан је и тај што је након Берлинског конгреса Босна припала Аустроугарској и на овај начин је избјегао хапшење нових окупационих власти. На Врачару, код Јована Вукелића у кафани, пронашао је свог брата Давида. У Београду остаје до краја 1878. године.
У првом тромјесечју 1879. године одлази и борави у Влашкој и Бугарској, па прелази у Русију. Враћа се назад у Србију преко Букурешта, Варне и Софије у Ниш. Друго тромјесечје исте године борави у Београду и 13. августа 1879. године се враћа у Босну.

### Повратак
По повратку у Босну одлази у Босанску Градишку и од власти тражи дозволу да у Свињару на згаришту старе куће подигне нову. По изградњи куће са још двојицом својих компањона отвара трговину 15. новембра 1879. године. Посао са трговином траје до 14. јануара 1880. године и то прекида хајдучки напад на трговину. Вид се оженио 14. новембра 1881. године и престаје да се бави трговачким пословима. На Марковдан — 8. маја 1882. године враћа се у село Свињар на кућиште и почиње се бавити пољопривредом. У новембру исте године родило му се прво дијете, кћерка Роса. Са супругом Теодором стекао је три сина и три кћерке. Вид Билановић по трећи пут одлази у Србију и то 18. марта 1883. године. Преко Шапца одлази у Ваљево и ту остаје до 11. маја исте године. Окружна власт котара Бања Луке по наредби барона Пачија, окружника котара, путем телеграма враћа Вида у Свињар без икаквих законских санкција, гдје наставља да се бави својим занимањем.
За кнеза села Свињара изабран је 1884. године. Сљедеће 1885. године остаје кнез села. Лепеничка црквена општина бира га за предсједника општине и десетара. Објављеним декретом од 9. новембра 1885. године, број: 25736 Вид је именован и изабран за општинског начелника Свињара. Сљедеће, 1886. године у другој половини, поред начелничких послова, ради и биљежничке послове, рјешава судбене отправке и обавља судбену оврху, односно пљенидбу. У 1887. години Вид Билановић је радио у општини Свињар као начелник, биљежник и судски гласник. Због наведених послова које је обављао, стекао је велики број противника.
Вид Билановић је преминуо 1917. године,